# Captalat de Bug
El captalat de Buch (Bug en occità) fou una senyoria feudal de Gascunya. Captal és un antic títol gascó equivalent a capità, i que a l'edat mitjana es donava als més nobles d'Aquitània. Les seves terres conformen la comarca occitana del Bug.
Tres parròquies, La Testa de Bug (La Teste-de-Buch), Gujan i Cazaux (Casaus en occità) foren reunides vers el 1250 en una sola senyoria anomenada Captalat del Bug (en francès Buché) que va tenir senyor il·lustres. Vers aquesta data era captal Pere de Bordeus i va morir vers 1256 deixant el captalat a la seva filla Asalida, que es va casar el 1307 amb Pere II senyor de Grailly, mort el 1356 deixant diversos fills: Joan II de Grailly fou captal del Buch i vescomte de Benaugès i va deixar dos fills que van exercir ambdós com a captals: Gastó de Grailly, mort vers 1362, i Joan III de Grailly que fou comte de Bigorra, vescomte de Benaugès (després comte de Benaugès) i captal de Buch, i va morir a la presó el 1376. Així la successió va passar a Arquimbald (o Arcambau) senyor de Gurson i vescomte de Castilhon, que va rebre la senyoria de Grailly (i d'altres), el comtat de Benaugès, i el captalat de Buch; fou a més a més comte de Lavaux i de Longueville, que per matrimoni va enllaçar amb els Foix, i fou ius uxoris dels comtats de Foix i Bigorra i els vescomtats de Bearn, Castellbò, Marsan, Lautrec, Gavaldà, Oloron, Brulhès i Gabarret o Gabardà; va morir entre el 1413 i el 1416 i el va succeir el seu fill segon Gastó I, comte de Benaugès i Longueville (i senyor de Grailly) mort el 1455. Va deixar el captalat al seu fill Joan (comte de Benaugès, comte de Castres i vescomte de Castilhon, i senyor i després vescomte de Meille i per matrimoni comte de Candale) que va morir el 1485. Va deixar l'herència al seu fill Gastó II (comte de Candale i comte de Benaugès i vescomte de Castilhon o Castillon), mort el 1500. El va succeir el seu fill Gastó III, comte de Candale i de Benaugès, mort el 1536; i a aquest el va succeir el seu fill Frederic, Comte de Candale, d'Astarac i de Benaugès, i Captal de Buch, mort el 1571; el seu fill Enric, Comte de Candale, d'Astarac i de Benaugès, fou el darrer captal de la nissaga, i només va viure un any (va morir el 1572). L'herència i el títol de captal va passar a la seva filla Margarida, comtessa de Candale, de Benaugès i d'Astarac, que va morir el 23 de setembre de 1593. Les seves possessions van passar a la corona com a hereva de l'altra branca dels Foix. Sa germana Francesca fou empresonada per Margarida i obligada a fer-se monja, però al morir Margarida va deixar el convent i va pledejar pels béns de la seva branca, però va morir sense resultats i sense descendents el 1649. La senyoria fou donada per la corona i al segle xvii la tenia Joan Lluís d'Epernon, senescal de Guiena. El darrer captal fou François Amanieu de Ruat

## Llista de Captals
- Pere de Bordeus v. 1190-1251
- Asalida v. 1251-1300
- Pere I (II de Grailly) v. 1300-1356
- Joan I (II de Grailly) 1356-v. 1360
- Gastó I de Grailly v. 1360-1362
- Joan II (III de Grailly) 1362-1376
- Arquimbald de Grailly (senyor de Gurson i vescomte de Castilhon) 1376-1416
- Gasto II 1416-1455
- Joan III 1455-1485
- Gastó III 1485-1500
- Gasto IV 1500-1536
- Frederic 1536-1571
- Enric 1571-1572
- Margarida 1572-1593
- a la corona francesa 1593
- Francesca, pledeja 1595-1649